# Кубишта, Богумил

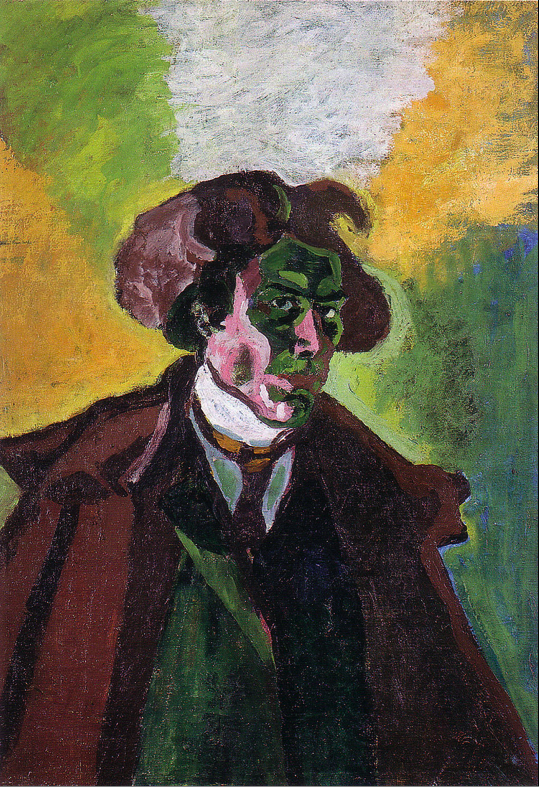
Б.Кубишта. Автопортрет (1908)

Богуми́л Куби́шта (чеш. Bohumil Kubišta; 1884, Влчковице, Богемия — 1918, Прага) — чешский художник, искусствовед, один из основоположников современной чешской живописи.

## Жизнь и творчество
Родился 21 августа 1884 года.
Учился в реальном училище (1896—1903), затем — в школе прикладного искусства (1903—1905) в Праге. На его первые работы сильное влияние оказало творчество Винсента Ван Гога и Поля Сезанна. В 1906—1907 годах изучает живопись во Флоренции, затем возвращается в Прагу. Кубишта, как и несколько других чешских художников его поколения, был сильно затронут выставкой Эдварда Мунка 1905 года. В Праге впервые участвует в художественной выставке и вместе с Эмилем Филла основывает художественную группу «Восемь» («Osma»). После поездки в Париж в 1910 году художник участвует в подготовке выставки «независимых» в Праге. До 1910 года он работал в стиле экспрессионизма и развивал визуальные идеи, почерпнутые из работ Сезанна. На его более поздний стиль (примерно с 1911 года) оказали сильное влияние экспрессионизм и кубизм. Элементы экспрессионизма, касающиеся цветовой символики, отличают работы Кубишты от работ «основателей» кубизма, таких как Пабло Пикассо и Жорж Брак (см. «Святой Себастьян» (1912)).
В 1911 году Кубишту в Праге посещают члены художественной группы «Мост» Эрнст Людвиг Кирхнер и Отто Мюллер. Он знакомится с Яном Зрзавой и художественной группой «Sursum». В августе того же года Кубишта присоединяется к членам этой группы и в 1912 году принимает участие в выставках Зондербунда в Кёльне и Берлинской сецессион в Берлине. В период Первой мировой войны Кубишта призывается в австро-венгерскую армию. Он служит в Пуле, Вене, Яромерже, Любляне и в Словакии. За боевые заслуги награждён орденом Леопольда.
Умер в Праге 27 ноября 1918 года от испанки, похоронен в Кукленях (с 1942 года — часть Градец-Кралове).

## Галерея

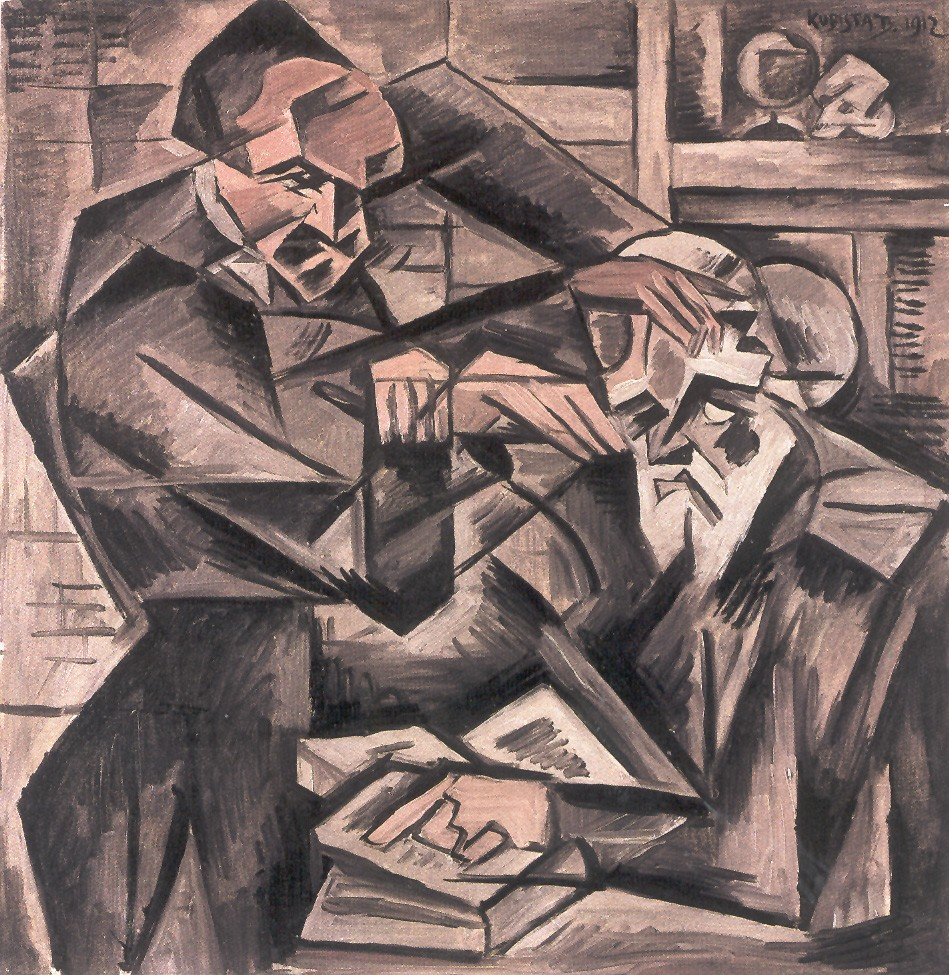
Гипнотизёр
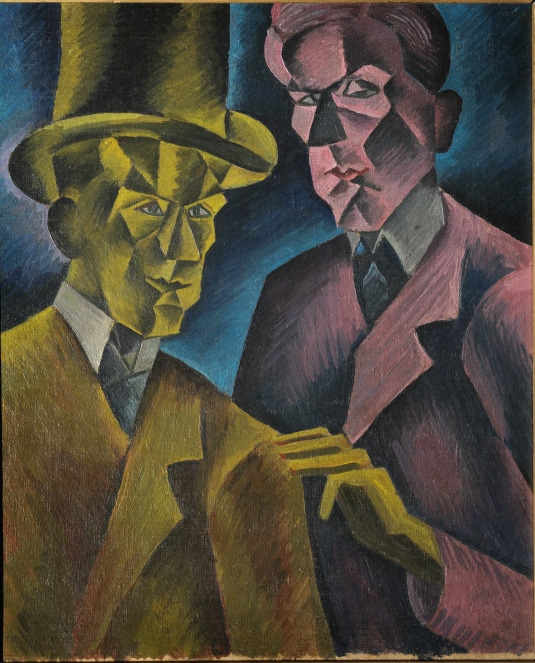
Двойник (1911)
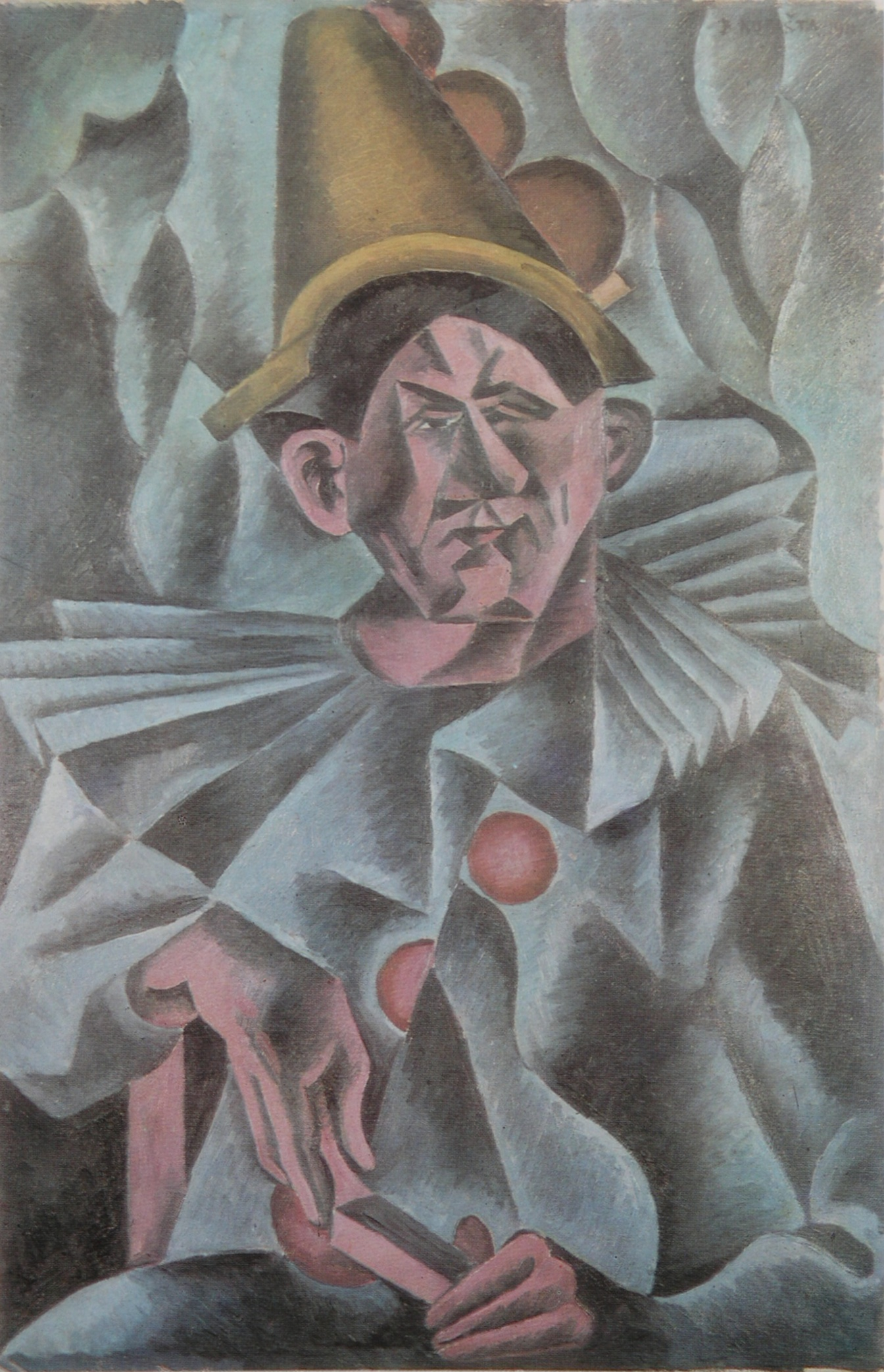
Пьеро (1911)
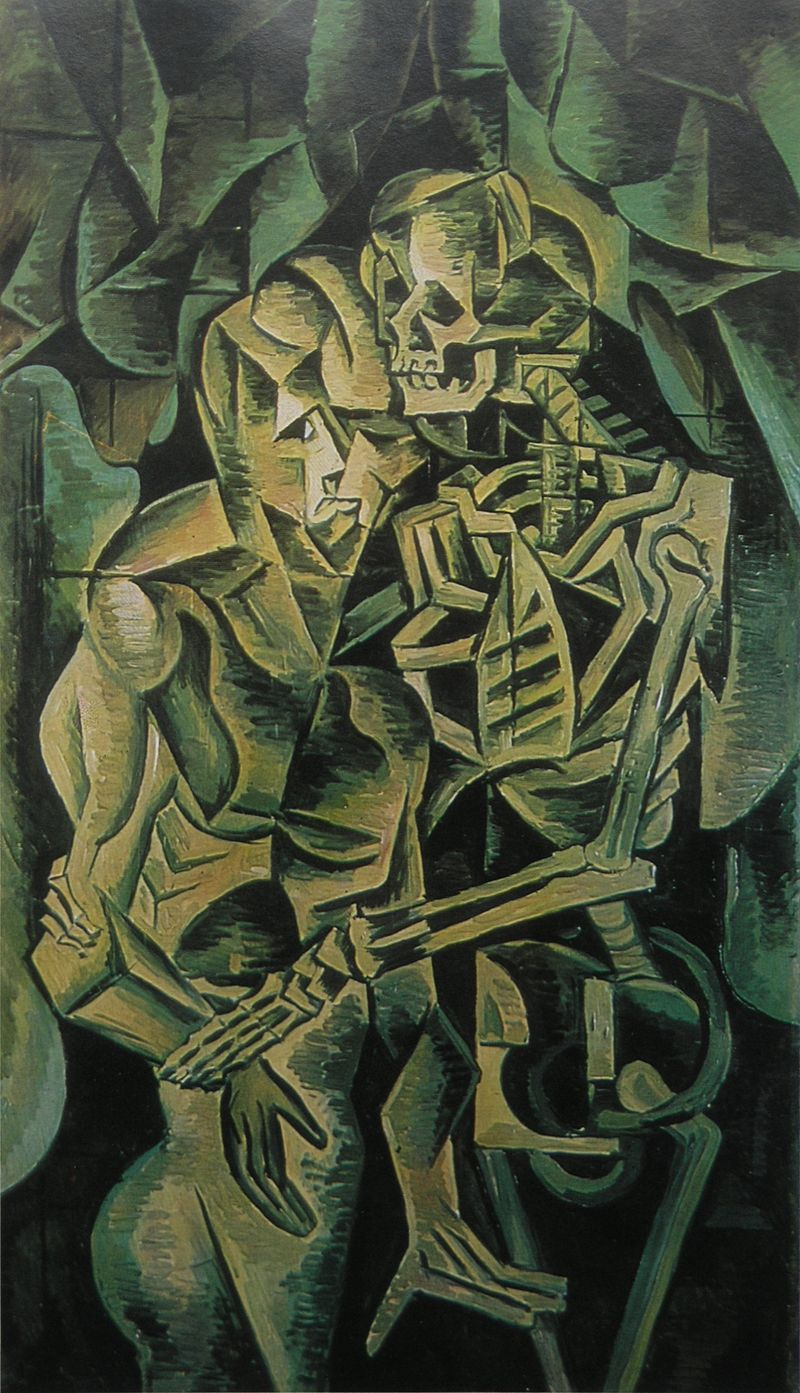
«Поцелуй смерти» (1912)
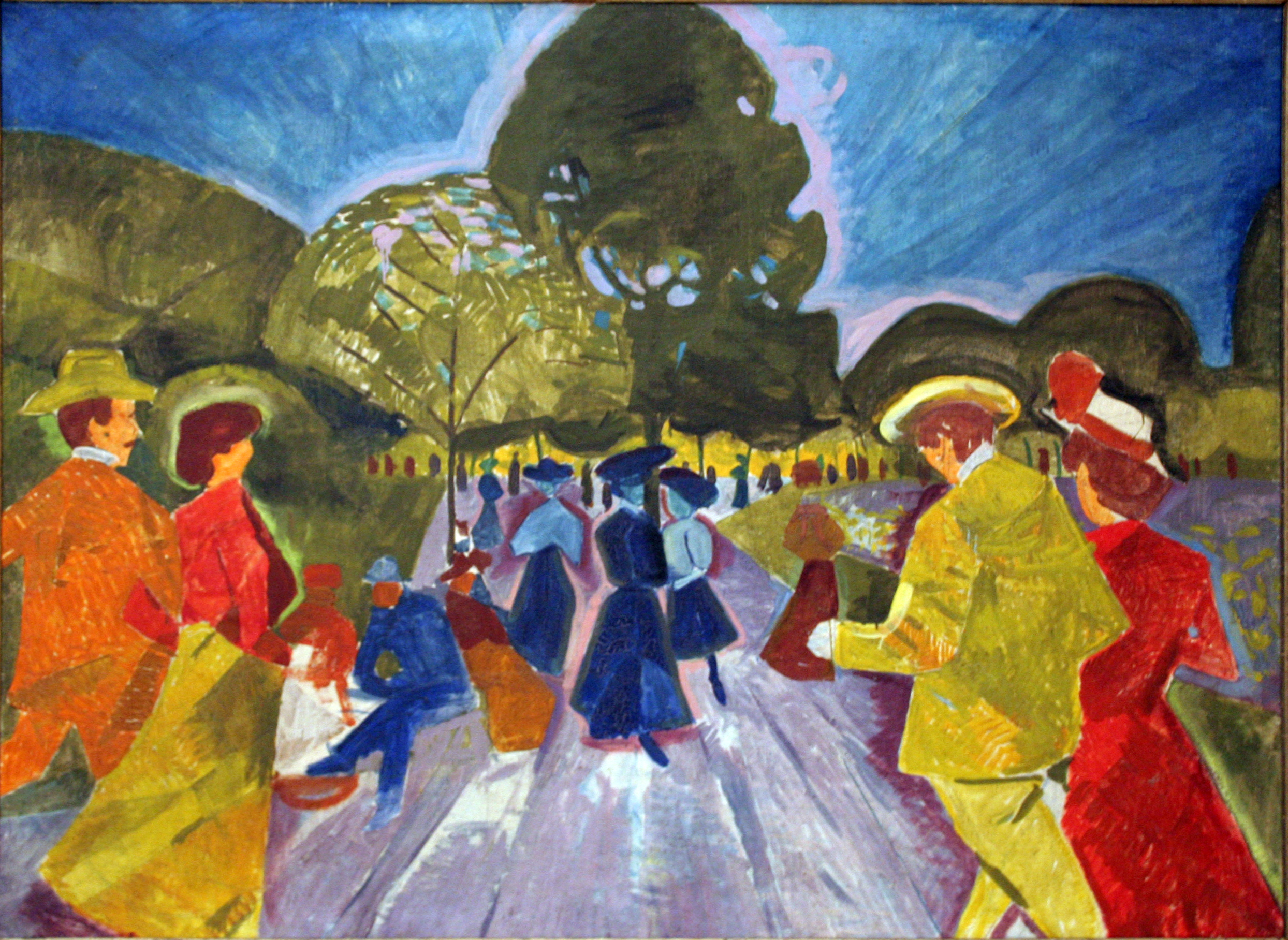
Променад в Риегровых садах
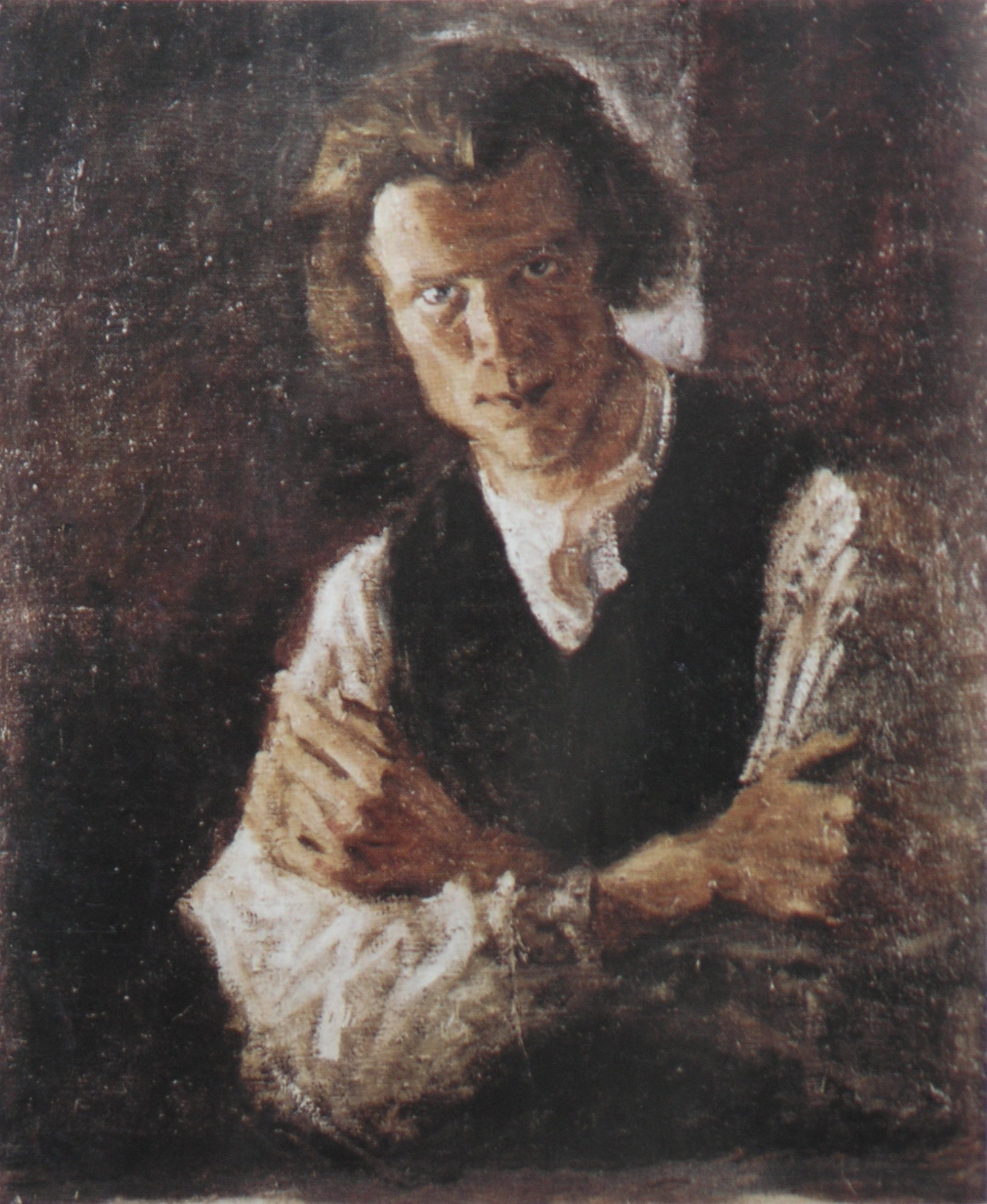
Автопортрет с закатанными рукавами (1904-05)
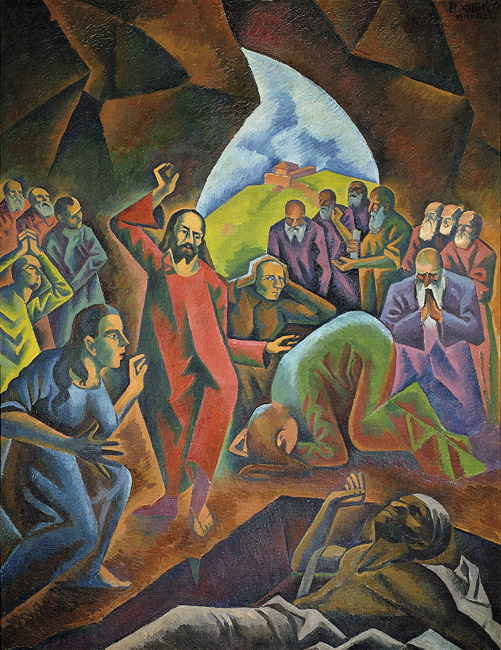
Воскрешение Лазаря
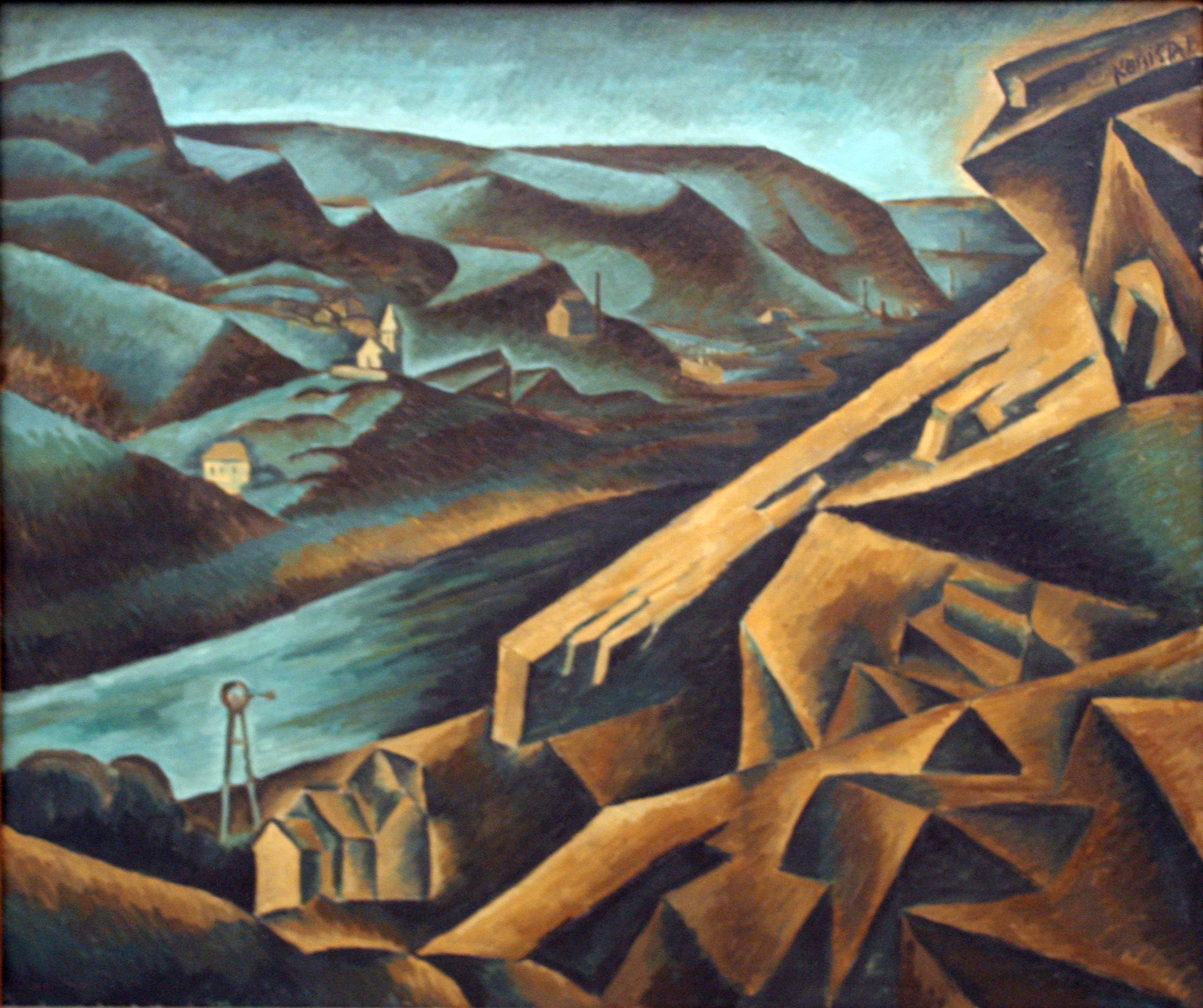
Вид на цементную фабрику в Бранике
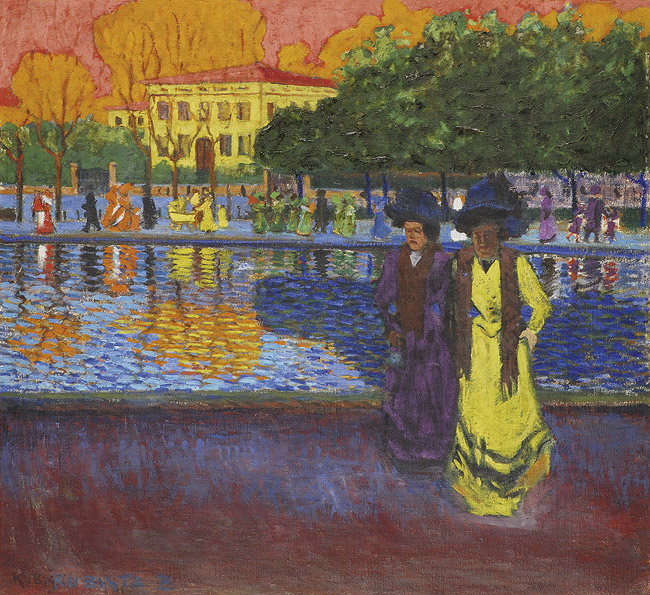
Променад в Арно
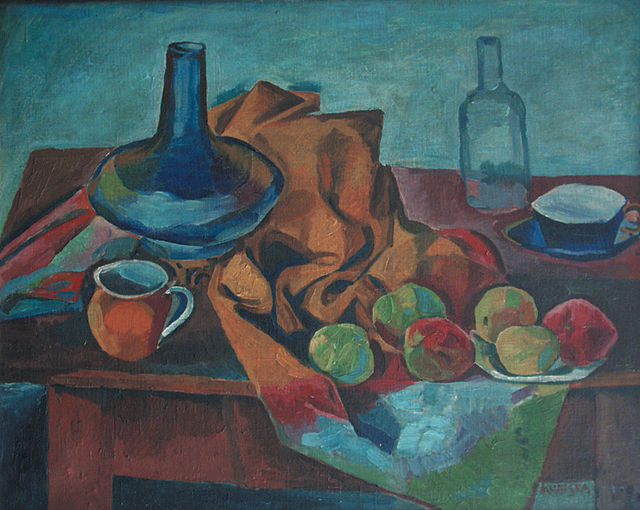
Натюрморт (1909)
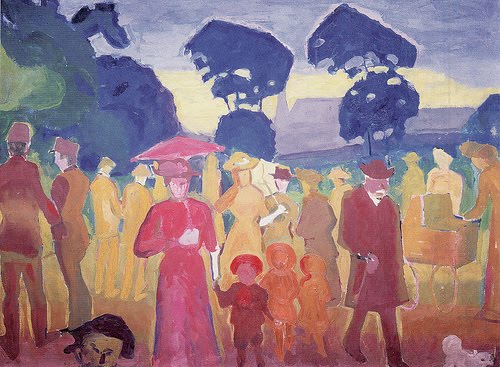
Променад II